# Aleksandra Rakiewicz
Aleksandra Kazimiera Rakiewicz z domu Ładnowska (ur. 1836 r., 1838 r. lub 6 marca 1840 r. w Płocku, zm. 25 listopada 1898 r. w Warszawie) – polska aktorka teatralna.
Była córką Aleksandra Ładnowskiego i Rosalie z domu Brzozowskiej oraz siostrą Bolesława Ładnowskiego. Od 1854 występowała na deskach scen krakowskich, natomiast w 1858 rozpoczęła występy w Warszawie jako aktorka Warszawskich Teatrów Rządowych. Została zapamiętana głównie z ról dramatycznych w takich spektaklach jak „Barbara Radziwiłłówna” Alojzego Felińskiego, „Maria Stuart” Friedricha Schillera oraz „Adriene Lecouvreur” Eugène Scribe'a i Ernesta Legouvé. Jako aktorka „odznaczała się wyjątkową urodą i dużą siłą uczucia, jej talent wszakże prędko się wyczerpał ”. Podczas swej kariery uchodziła za jedną z rywalek scenicznych Heleny Modrzejewskiej.

W 1856 wyszła za mąż za architekta Wincentego Rakiewicza. Została pochowana w rodzinnym grobowcu na cmentarzu Powązkowskim w Warszawie (kwatera D-5-17).

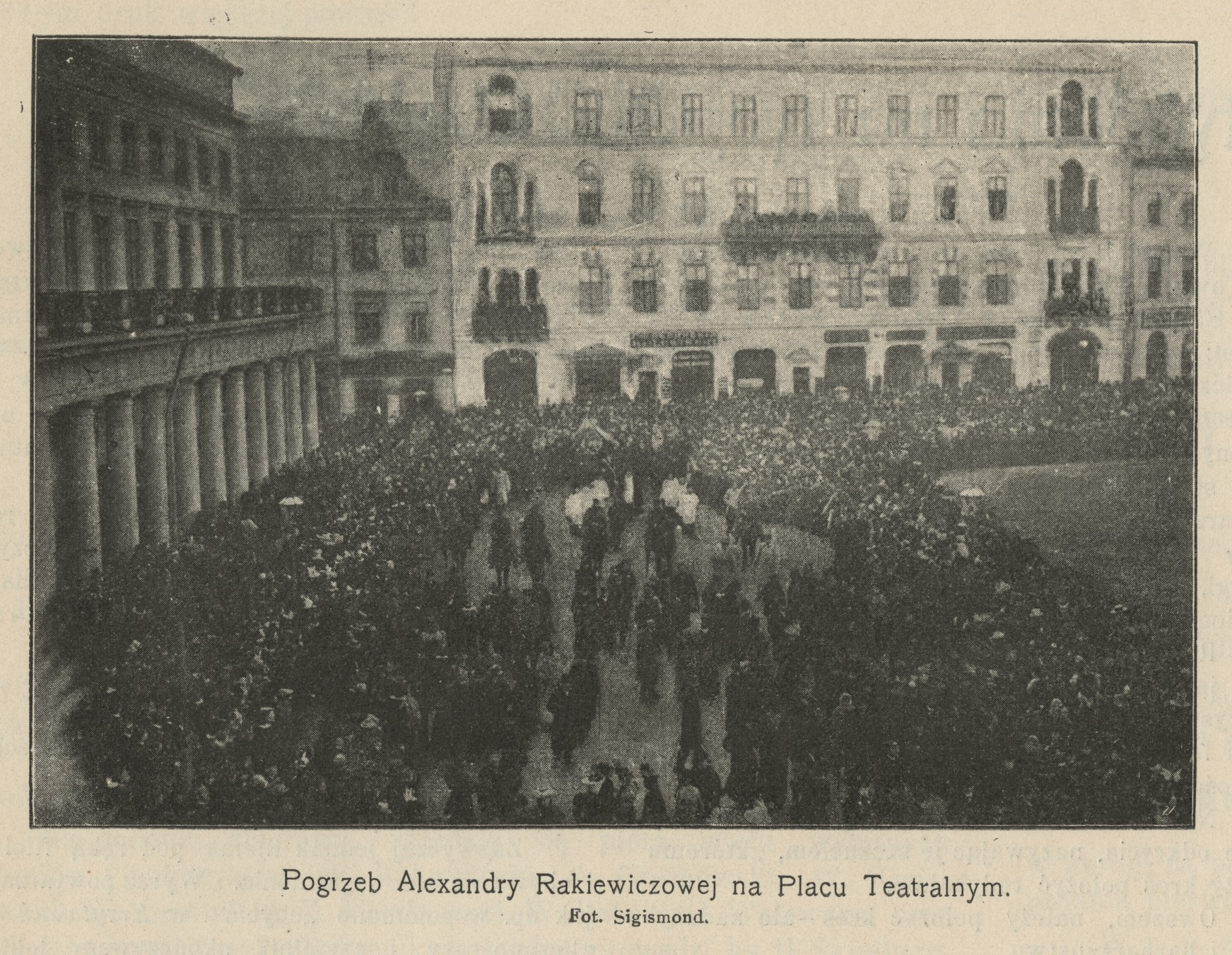
Pogrzeb Alexandry Rakiewiczowej na Placu Teatralnym - 1898, Tygodnik Ilustrowany